# Edicions Paper d'Estrassa
Edicions Paper d’Estrassa és una editorial d'Olesa de Montserrat fundada l'any 2008 per l'editor Quim Moreno Francesch. Forma part d'Editors.cat, l'agrupació d'empreses editorials que publiquen en llengua catalana.